# Révolte albanaise de 1432-1436
Guerres ottomano-albanaise
La révolte albanaise de 1432–1436 était une série de conflits entre les rebelles albanais et l'Empire ottoman au début de la domination ottomane dans la région. Poussés par le remplacement de grandes parties de la noblesse locale par des propriétaires fonciers ottomans, la gouvernance centralisée et le système fiscal ottoman, la population et les nobles, dirigés principalement par Gjergj Arianiti, se sont révoltés contre les Ottomans.
Au cours des premières phases de la révolte, de nombreux détenteurs de terres (timar) ont été tués ou expulsés. Au fur et à mesure qu'elle se répandait, les nobles, dont les propriétés avaient été annexées par les Ottomans, revinrent rejoindre la révolte et des tentatives de former des alliances avec le Saint-Empire romain germanique furent lancées. Alors que les chefs de la révolte ont réussi à vaincre les campagnes ottomanes successives, ils n'ont pas réussi à capturer de nombreuses villes importantes du sanjak d'Albanie. Des sièges prolongés comme celui de Gjirokastër, capitale du sanjak, ont donné à l'armée ottomane le temps de rassembler de grandes forces d'autres parties de l'empire et de soumettre la principale révolte d'ici la fin de 1436. Les forces ottomanes ont mené un certain nombre de massacres à la suite de la révolte.
Après que la révolte eut été en grande partie réprimée, ceux qui acceptèrent la suzeraineté ottomane furent initialement autorisés à conserver leurs possessions et leur autonomie partielle. De nombreux timars ont également été accordés à des Albanais locaux occupant des postes élevés dans l'administration, en particulier sous le règne de Yakup Bey Muzaka et Skanderbeg. Tout au long du processus de pacification, diverses zones principalement rurales étaient encore en révolte et de nouvelles rébellions ont éclaté, comme celle de Theodor Corona Musachi en 1437. À mesure que l'empire étendait encore sa zone de pouvoir dans les Balkans, les tentatives de centralisation et le remplacement des détenteurs de timar locaux par Les propriétaires fonciers ottomans ont repris. Ces politiques conduiraient en partie à la formation de la Ligue de Lezhë sous Skanderbeg en 1444 et à une nouvelle ère dans les guerres ottoman-albanais.

## Contexte

Le Sanjak d'Albanie en 1431.

Peu à peu à la fin du XIVe et au début du XVe siècle, l'Empire ottoman a vaincu les principautés albanaises locales, formant le sanjak d'Albanie en tant que division administrative de l'empire. Dans le cadre du système Timar, les seigneurs féodaux locaux ont été en grande partie remplacés par des Ottomans d'Anatolie. L'enquête cadastrale (defter) de 1431–1432 indique qu'environ 75 % à 80 % des timars ont été accordés à des spahis musulmans ottomans (cavalerie féodale), tandis que le reste et en particulier les régions éloignées, qui n'étaient pas sous contrôle ottoman total, ont été accordés aux spahis albanais, chrétiens et musulmans. Le remplacement de la noblesse existante par le système timar a conduit à des conflits, à la suite desquels de nombreuses zones rurales n'étaient pas sous la domination ottomane complète.
En vertu du précédent code fiscal, les agriculteurs étaient tenus de payer un dixième de leur production agricole saisonnière, un ducat et quatre groshe (deux neuvièmes de ducat) à leurs seigneurs. Le système ottoman visait à augmenter les recettes pour soutenir les dépenses militaires, ainsi de nouvelles taxes ont été imposées et celles existantes ont été modifiées. En plus de 1/10 de la production agraire, les familles musulmanes converties devaient payer 22 akçe (~ 0,6 ducats) aux détenteurs de timar, tandis que les familles non musulmanes devaient payer 25 akçe (~ 0,7 ducats). Les deux groupes étaient soumis à des taxes supplémentaires, y compris l'avarız, une taxe annuelle en espèces qui affectait les ménages enregistrés auprès des cadastres. Les non-musulmans étaient également tenus de payer 45 akçe (~ 1,3 ducats) dans le cadre de la jizya et devaient fournir régulièrement à l'État ottoman de jeunes recrues conformément à la devşirme, qui exigeait l'enrôlement de jeunes hommes dans l'armée ottomane et leur conversion à l'islam.
Par conséquent, les changements dans les droits de propriété, les relations entre les seigneurs féodaux et les paysans, le système fiscal et la promulgation de la devşirme ont entraîné une résistance supplémentaire. Comme les changements affectant à la fois les nobles et les paysans ont été principalement mis en œuvre par l'enregistrement dans le cadastre, de nombreuses familles ont essayé d'éviter d'être enregistrées dans l'enquête de 1431–32 et ont pris des réfugiés dans les régions montagneuses, tandis que la noblesse se préparait au conflit armé.

### Révolte

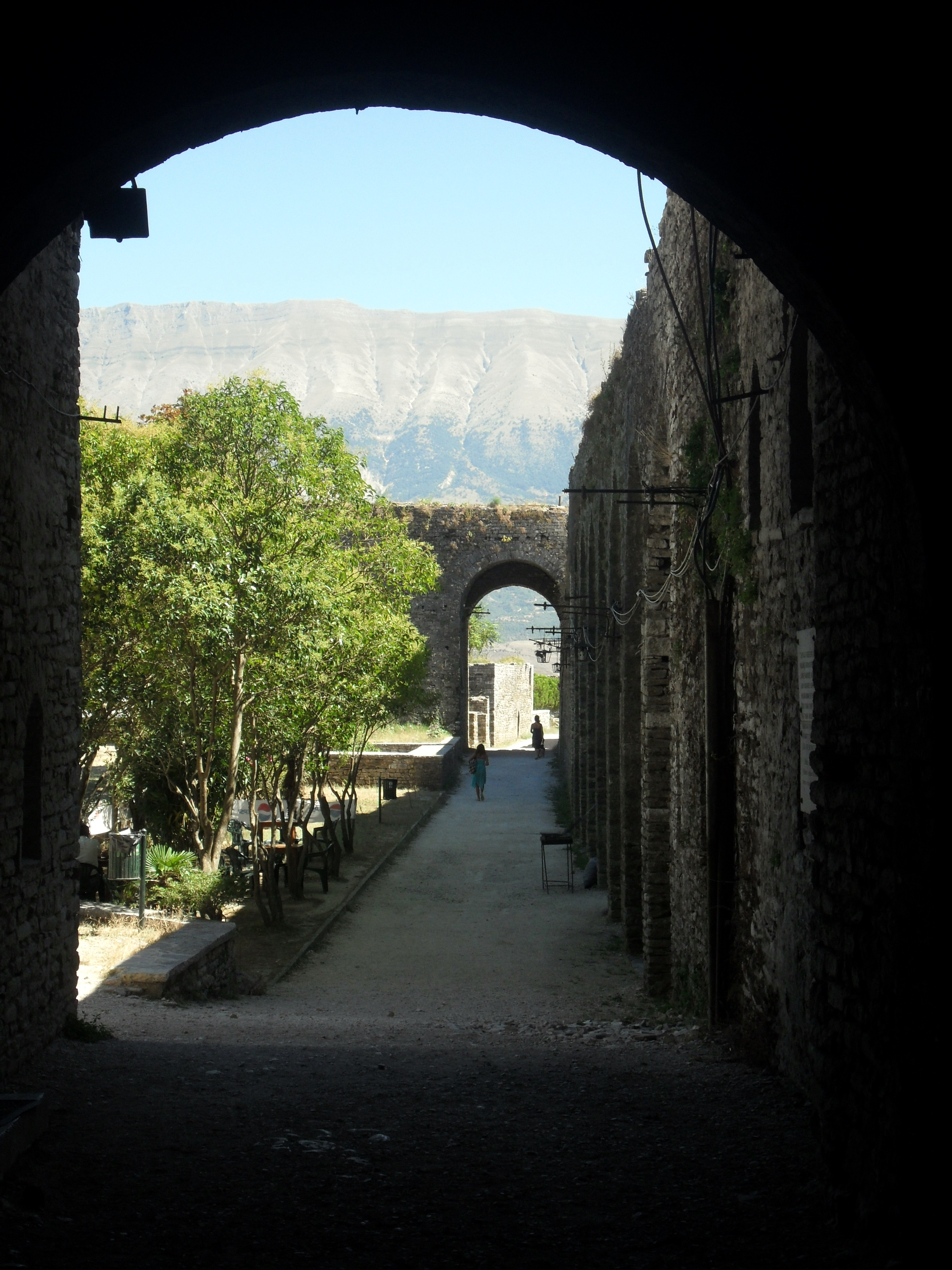
Le château de Gjirokastër a été assiégé par Depë Zenebishi, qui a été vaincu par Turahan Bey.

La révolte a commencé en 1432 quand Andrea Thopia a vaincu une petite force ottomane dans le centre de l'Albanie. Sa victoire a encouragé les autres dirigeants et la révolte s'est répandue dans toute l'Albanie. Plus tard cette année-là, les Ottomans ont perdu le contrôle du port maritime central de Vlorë. Gjergj Arianiti, qui vivait à la cour ottomane en otage, a été appelé par les rebelles pour mener la révolte dans les domaines de sa famille. En réponse, il a fui Edirne et est retourné en Albanie. À l'hiver 1432, le sultan Mourad II rassembla environ 10 000 soldats sous Ali Bey, qui marcha le long de la Via Egnatia et atteignit la vallée centrale de Shkumbin, où il fut pris en embuscade et vaincu par les forces sous Gjergj Arianiti. Sa victoire a incité les Albanais de la région de Gjirokastër à faire appel à Depë Zenebishi, qui s'était installé dans ses domaines à Corfou après la conquête ottomane de la Principauté de Gjirokastër, pour diriger les rebelles dans le sud. Après avoir répandu la révolte dans les régions voisines, y compris Këlcyrë, Zagorie et Pogon, ses forces ont assiégé la ville méridionale de Gjirokastër, capitale du sanjak d'Albanie. À proximité de Këlcyrë, les rebelles ont capturé le château, mais le siège simultané de Gjirokastër a été prolongé et Turahan Bey a attaqué et vaincu les troupes qui entouraient la ville au début de 1433. Zenebishi lui-même a été capturé et exécuté.
Au cours de l'été 1433, une armée dirigée par Sinan Pacha, beylerbey de Roumélie, a pillé les régions de Kaninë et Yannina et s'est déplacée vers le nord, où ils ont maîtrisé les rebelles dans les domaines de Gjon Kastrioti, qui a été de nouveau réduit au statut de vassal, tandis que son fils Skanderbeg, qui a également été appelé à rejoindre la révolte, est resté au service ottoman en Anatolie. En août 1433, le sénat de Venise se réunit pour évaluer la situation et estima que la révolte constituait également une menace pour les territoires vénitiens de la région. Cependant, à la fin d'octobre, ils ont réévalué la crise et rejeté le déploiement d'une galère de guerre dans les colonies vénitiennes. Dans le nord de l'Albanie, Nicholas Dukagjini a capturé des territoires de la Principauté pré-ottomane de Dukagjini et a assiégé et capturé Dagnum. Dukagjini essaya alors de s'allier à Venise en offrant d'accepter la suzeraineté vénitienne et en leur accordant le contrôle de Dagnum. Cependant, Venise a refusé toute sorte d'implication dans son plan et la révolte en général. Dukagjini n'était pas au courant que Hasan Bey, le gouverneur ottoman de Dagnum, avait demandé l'aide vénitienne après sa défaite. Comme Venise ne voulait pas provoquer d'hostilité ottomane, le capitaine de Shkodër (Scutari) a reçu l'ordre d'aider Hasan Bey à reprendre Dagnum. Les armes ont ensuite été envoyées à la garnison de Lezhë (Alessio) et en 1435, le fort avait été remis sous contrôle ottoman. Dans le centre de l'Albanie, Andrea Thopia assiégea sans succès le château de Krujë, tandis que dans la région de Vlorë commença le siège du fort de Kaninë. Vlorë a été perdu aux mains des rebelles dès mai 1432, mais a dû être récupéré en mai 1434 car les documents vénitiens contemporains mentionnent un fonctionnaire ottoman (subaşi) stationné là à ce moment-là.
Une autre armée ottomane a été rassemblée à Manastir à l'été 1434. De nouveau sous le commandement de Sinan Pacha, cette expédition ottomane fut vaincue par Gjergj Arianiti dans le centre sud de l'Albanie en août 1434. Après sa défaite, tous les beys des territoires limitrophes de l'Albanie reçurent l'ordre de rassembler leurs forces et d'attaquer les rebelles. En décembre 1434, Ishak Bey, sanjakbey d'Üsküb marcha vers le centre-sud de l'Albanie mais fut vaincu par Gjergj Arianiti. Des sources contemporaines du sénat de Raguse mentionnent que de nombreux soldats ottomans ont été capturés, tandis qu'Ishak Bey s'est échappé avec un petit groupe. En avril 1435, Arianiti a vaincu une autre campagne ottomane et les hostilités ont pratiquement cessé jusqu'au début de 1436, alors que les efforts militaires de Mourad II étaient concentrés contre Ibrahim de Karamanides en Anatolie. À la fin de 1435, les rapports du sénat de Ragusan évaluèrent la situation comme calme et notèrent que les belligérants s'étaient retirés vers leurs territoires respectifs.
Au cours de la révolte, de nombreuses tentatives ont été faites pour former une coalition anti-ottomane comprenant le Saint Empire romain. Le pape Eugène IV a demandé l'envoi de troupes pour aider la révolte et a essayé de rassembler des fonds. En 1435, l'empereur romain germanique Sigismond de Luxembourg a envoyé Fruzhin, un noble bulgare et au début de 1436 Daud, un prétendant au trône ottoman, pour négocier la possibilité d'une coalition avec les rebelles. Cependant, au milieu de 1436, une grande force sous Turahan Bey avait été réunie. Malgré les victoires militaires, les chefs rebelles ont agi de manière autonome sans direction centrale, dont l'absence a grandement contribué à leur défaite finale. Les forces de Turahan ont finalement maîtrisé la révolte et ont marché à travers l'Albanie, commettant des massacres généralisés de civils.

## Conséquences

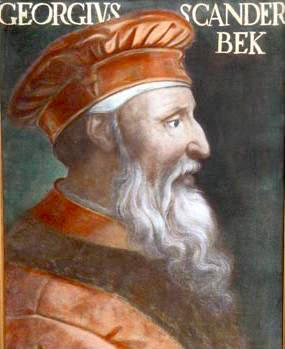
Dans les années 1440, Skanderbeg est devenu le chef de la phase principale des guerres ottoman-albanaises.

Afin de stabiliser l'autorité ottomane, Mourad II a nommé des Albanais natifs comme Yakup Bey Muzaka et Skanderbeg à des postes élevés au sein du sanjak d'Albanie. Les nobles qui ont accepté la suzeraineté ottomane ont obtenu leurs propriétés pré-ottomanes et leurs domaines frontaliers ainsi qu'un certain degré d'autonomie, tandis que d'autres ont été exilés ou ont continué à se battre. En 1436–37, les rebelles étaient actifs dans les régions de Gjirokastër et Vlorë et Theodor Corona Musachi mena une révolte dans la région de Berat,. Comme de nombreux rebelles utilisaient les territoires vénitiens comme Shkodër et Parga comme bases pour lancer des raids sur le territoire ottoman, les représentants de Mehmed II ont demandé aux Vénitiens d'interdire leur activité en octobre 1436.
Au fur et à mesure que la domination ottomane dans les Balkans se développait, les détenteurs de timar albanais et les fonctionnaires ont été de nouveau remplacés par ceux d'Anatolie. La politique de statu quo ante bellum des Ottomans a progressivement conduit à la formation de la Ligue de Lezhë sous Skanderbeg en 1444 et au début d'une nouvelle ère dans les guerres ottoman-albanaises.

## Sources
- (sq) Kasem Biçoku, « Mbi disa çështje lidhur me jetën dhe veprimtarinë e Gjergj Kastriotit-Skënderbeut para vitit 1443 », University of Tirana, vol. 7,‎ 1970
- (sq) Aleks Buda, Shkrime historike, Toena, 2002 (ISBN 978-99927-1-651-9, lire en ligne)
- John Van Antwerp Fine, The Late Medieval Balkans: A Critical Survey from the Late Twelfth Century to the Ottoman Conquest, University of Michigan Press, 15 juin 1994 (ISBN 978-0-472-08260-5, lire en ligne)
- Kristo Frashëri, The history of Albania: a brief survey, 1964 (lire en ligne)
- Colin Imber, The Ottoman Empire, 1300–1481, Isis Press, 1990 (ISBN 978-975-428-015-9, lire en ligne)
- Colin Imber, The Crusade of Varna, 1443–45, Ashgate Publishing, Ltd., 2006 (ISBN 978-0-7546-0144-9, lire en ligne )
- (tr) Halil İnalcık, Hicr ̂ı835 tarihli sûret-i defter-i sancak-i Arvanid, Türk Tarih Kurumu Yayınlarından, 1954
- (sq) Selim Islami, Skënder Anamali, Muzafer Korkuti, Frano Prendi et Edi Shukriu, Historia e popullit shqiptar, Botimet Toena, 2002 (lire en ligne)
- Şevket Pamuk, A Monetary History of the Ottoman Empire, Cambridge University Press, 9 mars 2000 (ISBN 978-0-521-44197-1, lire en ligne)
- Sami Pulaha, « Sur les causes des insurrections des annees '30 du XVe siecle en Albanie », Studia Albanica, vol. 4,‎ 1967 (lire en ligne)
- (sq) Dhimitër Shuteriqi, Aranitët: Historia-Gjenealogjia-Zotërimet, Toena, 2012 (ISBN 978-99943-1-729-5)